# 아카이케역 (후쿠오카현)
아카이케역(일본어: 赤池駅)은 일본 후쿠오카현 다가와군 후쿠치정에 위치한 헤이세이 지쿠호 철도 이타 선의 철도역이다. 상대식 승강장 2면 2선의 구조를 갖춘 지상역이다.

## 타는 곳
| 역사 측 | ■ 이타 선 | 하행 | 가나다 · 다가와이타 · 다가와고토지 · 유쿠하시 방면 |
| 반대 측 | ■ 이타 선 | 상행 | 노가타 방면                                        |

## 이용 현황
- 2015년도 기준 : 292명

## 역 주변
- 후쿠오카 현도 22호 다가와노가타 선
- 후쿠오카 현도 62호 기타큐슈오타케 선
- 후쿠치 정청 아카이케 지소
- 후쿠치 정 교육 위원회

## 인접 역
| 헤이세이 지쿠호 철도 ■ 이타 선 | 헤이세이 지쿠호 철도 ■ 이타 선 | 헤이세이 지쿠호 철도 ■ 이타 선 |
| ------------------------------ | ------------------------------ | ------------------------------ |
| 후레아이쇼리키 노가타 방면     | ■ 이타 선                      | 히토미 다가와이타 방면         |